# Bert Bilzer
Bert Bilzer (* 13. August 1913 in Bautzen; † 16. Dezember 1980 in Braunschweig) war ein deutscher Kunsthistoriker und von 1953 bis 1977 Direktor des Städtischen Museums Braunschweig.

## Leben
Bilzer war der Sohn eines Hoteliers und Gastwirts aus Stefanshöh und besuchte die Oberschule in Bischofswerda. Vom 2. April bis zum 2. September 1936 belegte er zunächst ein Theologiestudium an der Universität Rostock mit dem Ziel, dort sein Staatsexamen abzulegen und anschließend ein Pfarramt zu übernehmen. Anschließend wechselte er die Universität und studierte Kunstgeschichte, Archäologie, Geschichte und Vorgeschichte an den Universitäten in Leipzig und Breslau. Nach der Promotion arbeitete er von 1939 bis 1940 am Grünen Gewölbe in Dresden als Volontär. Nach einer Assistenztätigkeit am Herzog Anton Ulrich-Museum in den Jahren 1945 und 1946 wurde Bilzer 1946 Kustos am Städtischen Museum in Braunschweig, dessen Leitung er 1953 übernahm. Er prägte die Entwicklung der Sammlung in der Nachkriegszeit. Kurz vor der im Jahre 1977 erfolgten Pensionierung konnte er 1976 den umfangreichen Umbau des Museums abschließen. Bilzer leitete über mehr als zehn Jahre das Kulturamt der Stadt Braunschweig.

## Werke (Auswahl)
Der renommierte Kunsthistoriker und Numismatiker gab die „Braunschweiger Werkstücke“ (Reihe B), die „Arbeitsberichte aus dem Städtischen Museum“ sowie die „Miszellen“ heraus.
- mit Jürgen Eyssen, Otto Stelzer (Hrsg.): Das grosse Buch der Kunst. Bildband, Kunstgeschichte, Lexikon (Baukunst, Plastik, Malerei, Graphik, Kunsthandwerk). Westermann, Braunschweig 1958, OCLC 463481651.
- (Hrsg.): Das große Buch der Malerei. Meisterwerke aus 30 berühmten Galerien. Westermann, Braunschweig 1960, OCLC 633588230.
- mit Städtischem Museum Braunschweig (Hrsg.): Das Städtische Museum Braunschweig. in: Kulturgeschichtliche Museum in Deutschland. Band 6. Cram, de Gruyter, Hamburg 1968, OCLC 8700930.
- (Hrsg.): Führer durch die Schausammlung Gemäldegalerie. In: Arbeitsberichte aus dem Städtischen Museum Braunschweig. 18. Städtisches Museum, Braunschweig 1971, DNB 720256844.